# パーシス・カンバッタ
パーシス・カンバッタ（Persis Khambatta、1948年10月2日 - 1998年8月18日）は、インドのモデル、女優、著作家。 1979年の映画『スタートレック』のデルタ人アイリーア大尉役で有名である。

## 生い立ち
1948年、ボンベイ（現在のムンバイ）でパールシー教徒の中流家庭に生まれる。ボンベイの著名なカメラマンが偶然撮影した彼女の写真が、人気石鹸ブランドのキャンペーンに使われたために名を知られることとなり、その結果カンバッタはプロのモデルになった。1965年にはフェミーナ・ミス・インディアにもなっている。

## 経歴
17歳の時にフェミーナ・ミス・インディアとして、1965年ミス・ユニバース大会に土壇場で購入した既製服を着て出場。レブロンなどのブランドのモデルを務める。1967年、ハドジャ・アフマド・アッバス監督の『Bambai Raat Ki Bahon Mein』でボリウッド映画デビューを果たす。映画の主題歌を囁くように歌うキャバレー歌手リリーという役だった。1975年、イギリス映画『軍旗の陰影』と『ケープタウン』に端役で出演。1979年、『スタートレック』で、頭髪の無いデルタ人航宙士アイリーア大尉を演じ、注目された。1980年、インド人としては初めてアカデミー賞の贈呈者を（ウィリアム・シャトナーと共に）務めた。『スタートレック』の演技によりサターン賞主演女優賞にノミネートされた。これは『ナイトホークス』(1981年)、『メガフォース』(1982年)、『近未来戦争/オメガ帝国の崩壊』(1983年) と立て続けの出演に繋がる。ジェームズ・ボンド映画『007 オクトパシー』(1983年) でタイトル・ロール候補となったが辞退し、この役はモード・アダムスが演じた。
1980年、ドイツで自動車事故により重傷を負い、頭部に大きな傷跡が残された。1983年には心臓のバイパス手術を受けた。1985年にボンベイに戻り、ヒンディー語テレビ映画『Shingora』に出演。その後間もなく再びハリウッドに戻り『刑事ハンター』、『冒険野郎マクガイバー』などのテレビシリーズにゲスト出演した。1997年、数人の元ミス・インディアを主演させた大型豪華本『Pride of India』を執筆・出版。この本はマザー・テレサに捧げられ、印税の一部は神の愛の宣教者会に寄付された。1993年、テレビシリーズ『LOIS&CLARK/新スーパーマン』パイロット版のインド大使役が最後の出演となった。

## 死去
1998年、胸の痛みを訴え南ムンバイの海軍病院に搬送され、1998年8月18日に心筋梗塞により49歳で亡くなった。8月19日にムンバイで葬儀が行なわれた。

## 主な出演作品

### 映画
| 公開年 | 邦題 原題                                                           | 役名                 | 備考           |
| ------ | ------------------------------------------------------------------- | -------------------- | -------------- |
| 1968   | Bambai Raat Ki Bahon Mein                                           | キャバレー歌手リリー |                |
| 1969   | ヴァーツヤーヤナのカーマ・スートラ Kamasutra - Vollendung der Liebe | ナンダ               |                |
| 1975   | ケープタウン The Wilby Conspiracy                                   | パーシス・レイ       |                |
| 1975   | 軍旗の陰影 Conduct Unbecoming                                       | バンダナイ夫人       |                |
| 1977   | 超能力100万ボルトの瞳 The Man with the Power                        | プリンセス・シリ     | テレビ映画     |
| 1979   | スター・トレック Star Trek: The Motion Picture                      | アイリーア大尉       |                |
| 1981   | ナイトホークス Nighthawks                                           | シャッカ・ホランド   |                |
| 1982   | メガフォース Megaforce                                              | ザラ                 |                |
| 1983   | 近未来戦争/オメガ帝国の崩壊 Warrior of the Lost World               | ナスターシャ         |                |
| 1988   | マッド・フェニックス Phoenix the Warrior                            | コバルト             | 出演・共同製作 |

### テレビシリーズ
| 放映年 | 邦題 原題                     | 役名       | 備考        |
| ------ | ----------------------------- | ---------- | ----------- |
| 1986   | 刑事ハンター Hunter           | Dhari Ziad | 1エピソード |
| 1986   | 冒険野郎マクガイバー MacGyver | ジア       | 1エピソード |
| 1987   | マイク・ハマー Mike Hammer    | サンドラ   | 1エピソード |

## 参考
- The Globe、1998年11月10日
- ニューヨーク・ポスト、1998年8月20日
- Beverly Hills 213 Magazine、1998年11月